# Herimosa albovenata
Herimosa albovenata là một loài bướm ngày thuộc họ Bướm nhảy. Nó được tìm thấy ở inland New South Wales, Nam Úc và Tây Úc.
Sải cánh dài khoảng 30 mm.
Ấu trùng ăn Austrostipa scabra, Austrostipa semibarbata, Austrostipa falcata và Austrostipa eremophila.

## Phân loài
- Herimosa albovenata albovenata
- Herimosa albovenata fuscata
- Herimosa albovenata weemala